# 腰屯乡 (孙吴县)
腰屯乡，是中华人民共和国黑龙江省黑河市孙吴县下辖的一个乡镇级行政单位。

## 行政区划
腰屯乡下辖以下地区：
曾家堡村、腰屯村、吴家堡村、红跃村、红望村、东兴村、协振村、北山村、卧牛河村、河南村和山河村。